# Rasarnawa
Rasarnawa (trl. rasārṇava, Ocean rtęci) – dzieło alchemii hinduistycznej tantrycznej (rasajany). Datowane jest na około XI w. n.e. i zawiera 18 rozdziałów.
Traktat ma formę dialogu: bogini (odpowiednio Bhajrawi, Dewi lub Parwati) kieruje pytania do Śiwy (pod postacią Bhajrawy). Rozdział pierwszy, na szczycie góry Kajlas, otwiera pokłon dla Śiwy i pytanie bogini Parwati o tajemnicę dźiwanmukty i zarazem stanu wyzwolenia za życia (przebywając w ciele fizycznym).
Dalsze wątki poruszane w dialogach obejmują tematy:
- nieśmiertelność cielesna
- krytyka praktyk pięciu „m” (pańćamakara)
- praktyka hathajogi
- transformacja ciała fizycznego
- znaczenie rtęci jako spermy Śiwy
- znaczenie miki, arszeniku i siarki jako płynów bogini
- alchemiczny kult rasalingi (rtęciowego fallusa)[2]
- praktyki njasa
- proces dewadeha
- recepty alchemiczne
- lewitacja[3]
- siddhi charakterystyczne dla tradycji rasajany.